# ان‌جی‌سی ۳۷۴

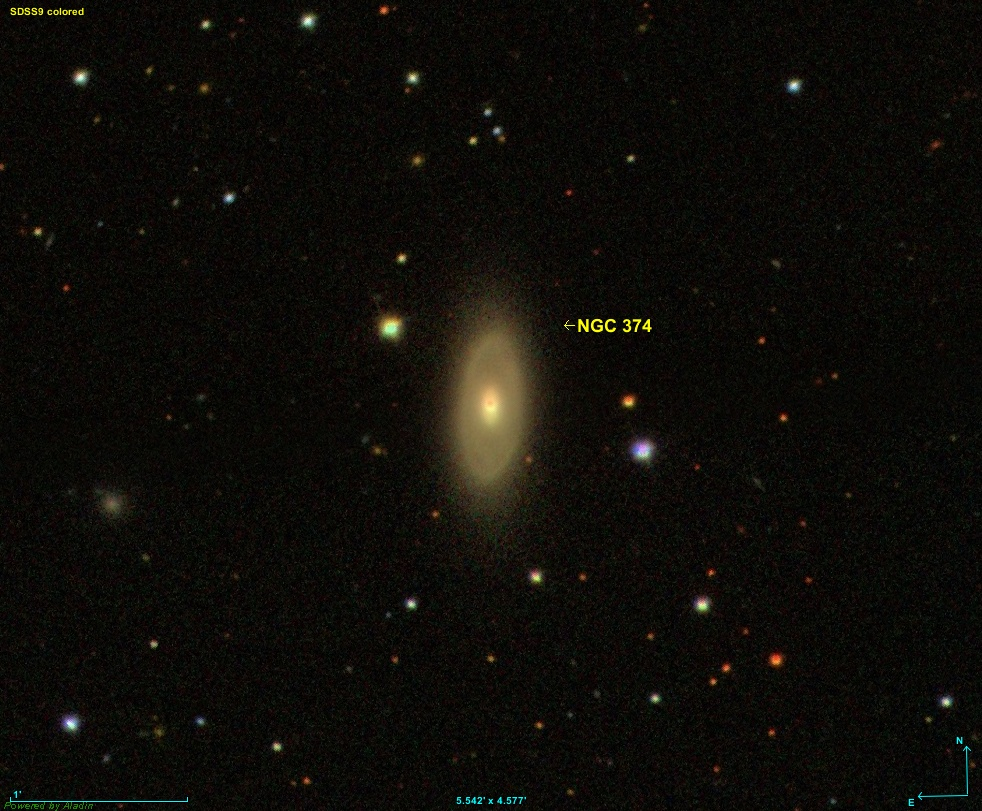
ان‌جی‌سی ۳۷۴

ان‌جی‌سی ۳۷۴ (انگلیسی: NGC 374) نام یک کهکشان عدسی در صورت فلکی ماهی است.